# Keith Stewartson
Keith Stewartson (Barnsley, 20 de setembro de 1925 — Londres, 7 de maio de 1983) foi um matemático britânico.